# Harat Affun
Harat Affun (em árabe: هارات أفان; romaniz.: Hārat 'Affūn) é cidade do sudeste da Líbia, do distrito de Cufra. Segundo censo de 2012, havia 2 892 residentes.